# L'Honneur (film, 1910)
Pour les articles homonymes, voir L'Honneur.
Pour plus de détails, voir Fiche technique et Distribution.
L'Honneur ou Pour l'honneur est un court métrage muet français réalisé par Albert Capellani, sorti en 1910.

## Fiche technique
- Titre : L'Honneur
- Titre alternatif : Pour l'honneur
- Réalisation : Albert Capellani
- Scénario : Maurice Rémon d'après la pièce de Hermann Sudermann (1909)
- Photographie :
- Montage :
- Producteur :
- Société de production : Société cinématographique des auteurs et gens de lettres (S.C.A.G.L.), Série d'Art Pathé Frères (S.A.P.F.)
- Société de distribution :  Pathé Frères
- Pays d'origine :  France
- Langue : film muet avec les intertitres en français
- Métrage : 405 mètres
- Format : Noir et blanc — 35 mm — 1,33:1 —  Muet
- Genre : Film dramatique
- Durée : 13 minutes 30
- Dates de sortie :
  -  France : 4 novembre 1910

## Distribution
- Georges Grand : Robert Heinecke, le fils
- Armand Bour : le père
- Gina Barbieri : la mère
- Gabrielle Colonna-Romano :  Alma, la fille
- Georges Saillard
- André Simon
- Henri Bosc
- Gaston Sainrat
- Paul Faivre
- Léontine Massart
- Yvonne Mario
- Paul Polthy
- Émile Scipion
- Fernande Bernard
- Germaine Lançay
- Jeanne Delmy
- Deltour
- Pelletier
- Chauveau
- Michelet
- Madame Faivre
- Madame Cassagne
- Madame Pelletier